# Wirus chlorozy nerwów maliny
Wirus chlorozy nerwów maliny (Raspberry vein chlorosis virus, RVCV) – wirus z rodziny rabdowirusów, wywołujący choroby roślin. Wśród roślin użytkowych w Polsce powoduje chlorozę nerwów liści maliny.
RVCV ma kształt pałeczek z poprzecznymi prążkami na powierzchni, zaokrąglonymi końcami i wymiarami 506×83 nm lub 430×65 nm (według innych pomiarów). Przenoszony jest przez mszycę malinową (Aphis idaei). Wykryto go w cytoplazmie komórki i przestrzeni okołojądrowej mszyc malinowych, ale nie w jądrze, co sugeruje, że RVCV jest cytorhabdowirusem. Eksperymenty z transmisją wykazały, że mszyce potrzebowały co najmniej 1 dnia na pozyskanie RVCV, przy czym dłuższe okresy pozyskiwania zwiększały częstotliwość transmisji. RVCV ma jednoniciowy genom RNA o ujemnej polarności i wielkości do około 15 kb.

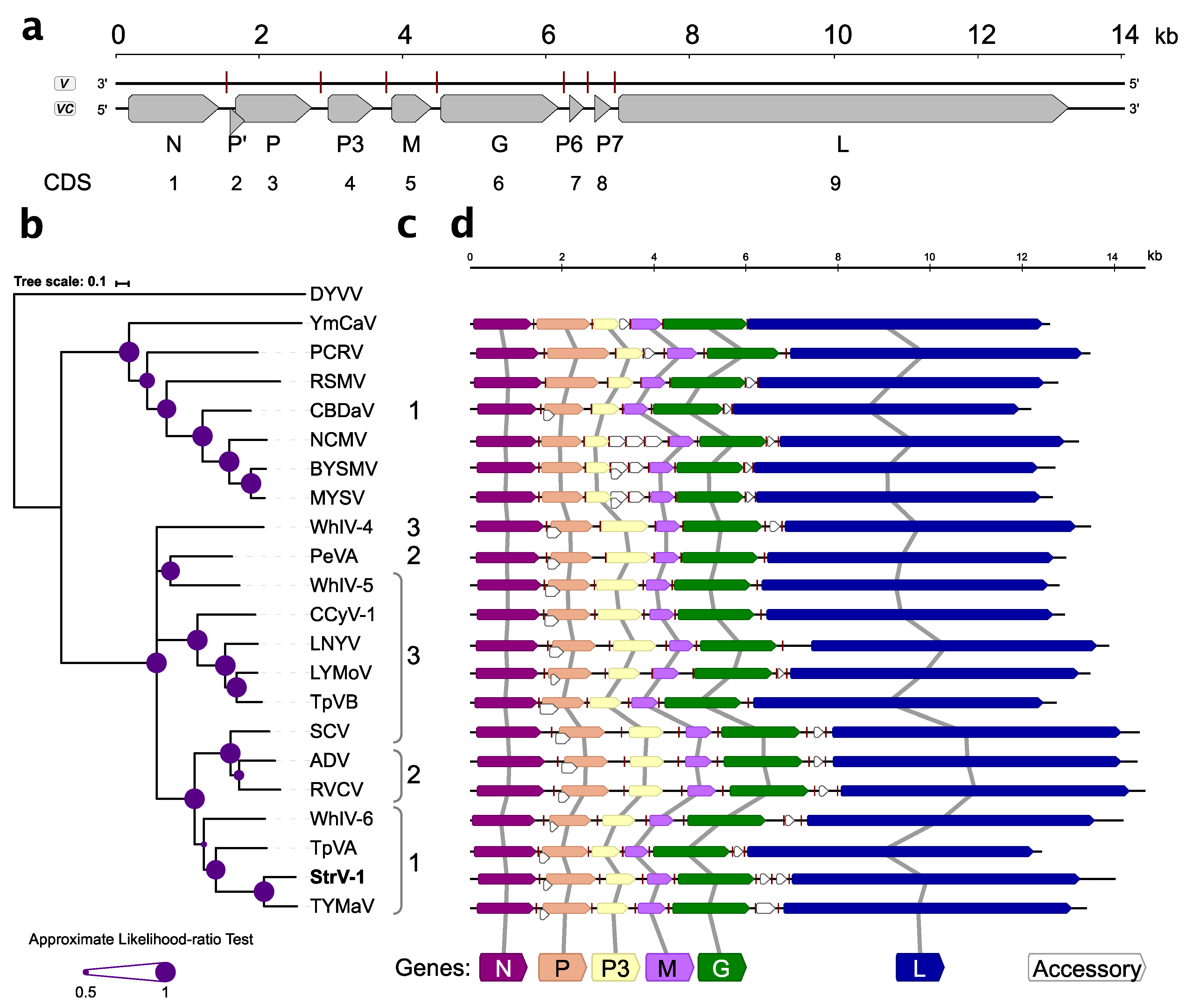
Organizacja genomu różnych wirusów, w tym RVCV